# Peter Kvist Jørgensen
Peter Kvist Jørgensen (født 15. marts 1950) er en dansk politiker og tidligere forbundssekretær i fagforbundet FOA.. Han er søn af tidligere statsminister Anker Jørgensen.
I faderens statsministertid blev Peter Kvist Jørgensen kendt, fordi han ikke var socialdemokrat, men i stedet medlem af Kommunistisk Arbejderparti (KAP). Senere gjorde han sig bemærket som formand for Trafikfunktionærernes Fagforening, hvor han adskillige gange var uenig med LO og SiD. Dog var denne formandspost afbrudt i en periode, hvor han valgte at køre bus (som tidligere). Samlet nåede han at sidde på posten i 25 år, indtil han blev valgt som forbundssekretær for FOA ('Forbund af Offentligt Ansatte' senere omdøbt 'Fag Og Arbejde'). Til kommunalvalget 2009 stillede han op for Enhedslisten i Guldborgsund Kommune.
Peter Jørgensen har boet i Vejringe på Falster siden midten af 1990'erne, men har bibeholdt sine arbejdsopgaver i København.

## Notater
1. ↑  FOA.dk: Peter Kvist Jørgensen, Forbundssekretær  (Webside ikke længere tilgængelig)
2. ↑  FOA.dk: Peter Kvist Jørgensen, "Hvem er jeg?"

|  | Artiklen om politikeren Peter Kvist Jørgensen kan blive bedre, hvis der indsættes et (bedre) billede. Du kan hjælpe ved at afsøge Wikimedia Commons for et passende billede eller uploade et godt billede til Wikimedia Commons iht. de tilladte licenser og indsætte det i artiklen. |